# Tyrone Taylor
Tyrone Anthony Taylor (Torrance, California, 22 de enero de 1994), más conocido como Tyrone Taylor, es un jugador profesional estadounidense de béisbol que se desempeña en la posición de jardinero derecho en New York Mets, equipo de las Grandes Ligas de Béisbol (MLB).

## Carrera
Taylor hizo su debut en la MLB con el equipo Milwaukee Brewers, en el cual jugó cinco temporadas (2019-2023), después pasó a New York Mets, donde lleva jugando una temporada.